# Leandro Barcia Montero
Leandro Barcia Montero (Florida, 8 de outubro de 1992) é um futebolista uruguaio que joga de atacante. Atualmente joga pelo Cerro.

## Vida Pessoal
O pai de Barcia, Gerardo, é gerente da corrente de supermercados Multi Poupança e sua mãe, Daniela, é docente. Tem 2 irmãos, Diego e Irene. O floridiano veio a Montevidéu estudar Ciências Econômicas, mas primeiro arriscou a aposta de sua vida: fazer um teste para o clube de seus amores, o Nacional; Ele ficou e antes da partida contra o Cerro surpreendeu com seus gols. Ele mesmo se encarregou de chamar o técnico da Quarta Divisão tricolor, Rudy Rodríguez, para se testar.

## Trajetória
Surgindo no River Plate, na Flórida, ele ascendeu rapidamente, jogando nas seleções sub-15 do Albirrojo, com as quais marcou um gol contra o Sarandi Grande, para depois ser o arquiteto do torneio obtido pelos da diagonal na Primeira em 2010, tendo marcado dois gols muito importantes para a referida consagração.
Chegou ao Nacional em 2011, vindo da cidade da Flórida para jogar na quarta divisão do clube. Sagrou-se campeão do campeonato uruguaio 2012-2013 com a terceira divisão, sendo o artilheiro do mesmo. Em 2014, com 15 gols marcados na temporada da terceira divisão, foi promovido ao elenco principal por Álvaro Gutiérrez, que estreou na vitória por 3 a 0 sobre o Cerro Largo, no Parque Central, pela décima primeira rodada do campeonato uruguaio.
.

### Goiás
No primeiro semestre de 2019, foi anunciado como o mais novo reforço a vestir a camisa do Esmeraldino.

### Sport
Em janeiro de 2020, assinou contrato com o Sport, para a disputa da temporada pela equipe pernambucana.

## Títulos
Nacional-URU
- Campeonato Uruguaio: 2014-15, 2016

Atlético Goianiense
- Campeonato Goiano: 2022[6]